# Ana Bowes-Lyon
Ana da Dinamarca (nascida Anne Ferelith Fenella Bowes-Lyon;  Washington, D.C., 4 de dezembro de 1917 - Londres, 26 de setembro de 1980) era a mãe do fotógrafo real Patrick Anson, 5.º Conde de Lichfield, e uma prima da rainha Isabel II.

## Família
Ana nasceu em Washington, D.C.. Seu pai era O Hon. John Herbert Bowes-Lyon, um irmão mais velho da rainha-mãe e sua mãe era A Hon. Fenella Hepburn-Stuart-Forbes-Trefusis, filha de Charles Hepburn-Stuart-Forbes-Trefusis, 21.º Barão Clinton.
O avô paterno de Anne foi Claude Bowes-Lyon, 14.º conde de Strathmore e Kinghorne, pai da rainha-mãe (nascida Lady Isabel Bowes-Lyon).

## Casamentos
Anne casou-se com o tenente-coronel Thomas William Arnold Anson (1913-1958) em 28 de abril de 1938. Como seu marido ocupou o título de cortesia de Visconde Anson, Anne foi denominada Viscondessa Anson. Eles se divorciaram em 1948. Eles tiveram dois filhos:
- (Thomas) Patrick John Anson (25 de abril de 1939 - 11 de novembro de 2005) casou com a Lady Leonora Grosvenor em 8 de março de 1975 e eles se divorciaram por volta de 1986, com descendência.
- Lady Elizabeth Anson Georgiana (7 de junho de 1941) ela se casou com Sir Geoffrey Adam Shakerley, 6.º Baronete em 27 de julho de 1972 e se divorciaram em 2009, com descendência.

Em 16 de Setembro 1950, Castelo de Glamis ela posteriormente se casou com o príncipe Jorge Valdemar da Dinamarca. Seu segundo marido foi um bisneto de tanto o rei Cristiano IX da Dinamarca e Rei Óscar II da Suécia e da Noruega.
Anne morreu em 1980, aos 62 anos, em Londres, de um infarto do miocárdio.